# Susan Tedeschi
Susan Tedeschi (təˈdɛski; * 9. November 1970 in Boston, Massachusetts) ist eine US-amerikanische Blues-Gitarristin, Sängerin und Songschreiberin.

## Leben

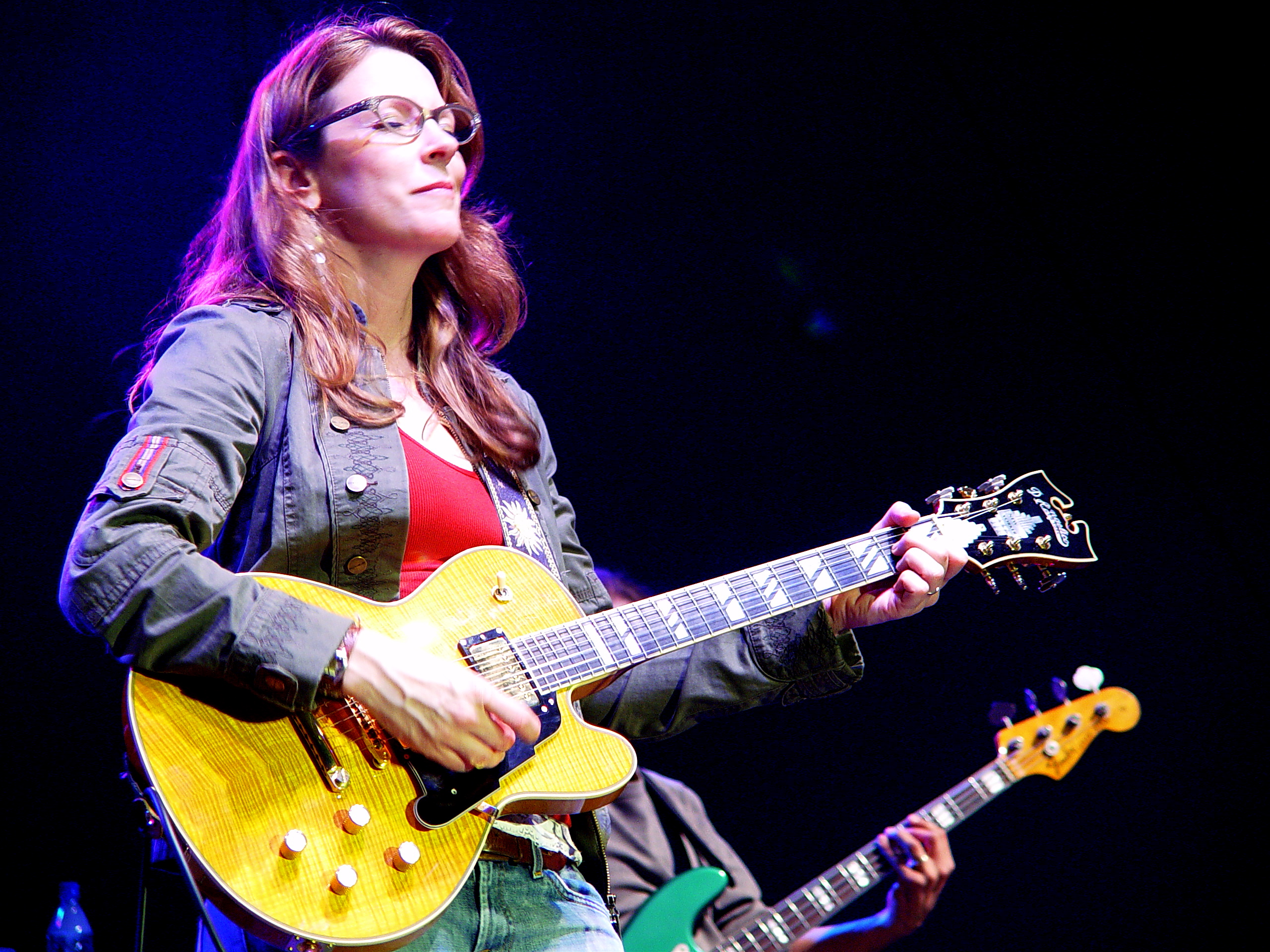
Susan Tedeschi, 2007

Tedeschi kommt aus einer musikalischen Familie. Mit 15 hatte sie eine eigene Band namens „The Smoking Section“. Sie interessierte sich früh für die Blues-Szene in Boston. Tedeschi hat einen Abschluss des Berklee College of Music.
1994 gründete sie die „Susan Tedeschi Band“. Ihr zweites Album Just Won’t Burn (1998) wurde begeistert aufgenommen. Die Band ging auf eine US-Tour und trat u. a. mit John Mellencamp, B. B. King, Bob Dylan, Buddy Guy, Taj Mahal und der Allman Brothers Band auf.

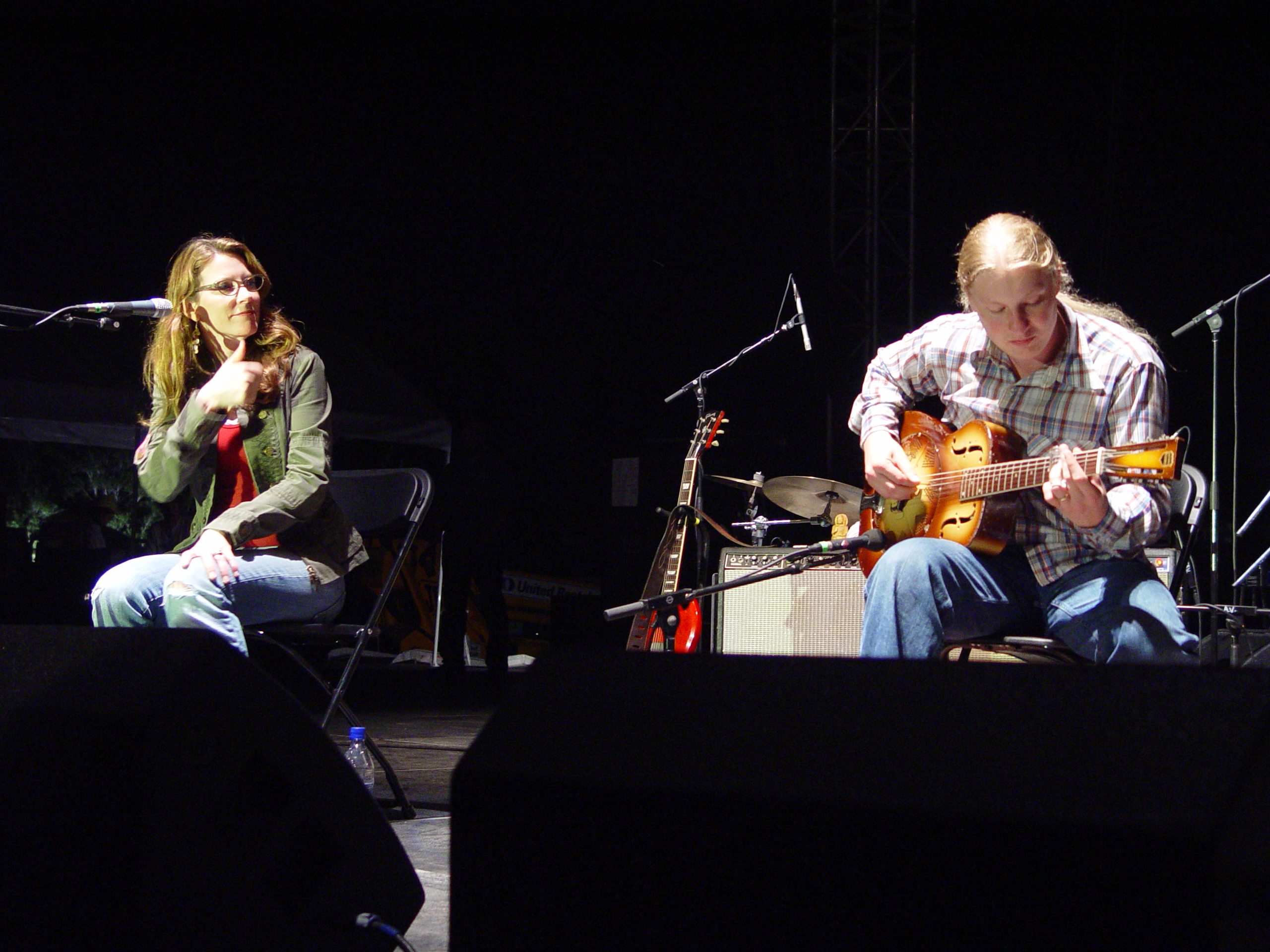
Susan Tedeschi und Derek Trucks, 2007

2001 heiratete Susan Tedeschi den Gitarristen Derek Trucks. Zweifache Mutterschaft und Familie veranlassten sie, sich von der Bühne zurückzuziehen; sie konzentrierte sich auf Studioaufnahmen.
Tedeschis Stimme wird als Mischung von Bonnie Raitt und Janis Joplin beschrieben, die sie beide als ihre Vorbilder nennt. Ihr Gitarrenspiel wurde von Buddy Guy, Johnny „Guitar“ Watson, Stevie Ray Vaughan und Freddie King beeinflusst.

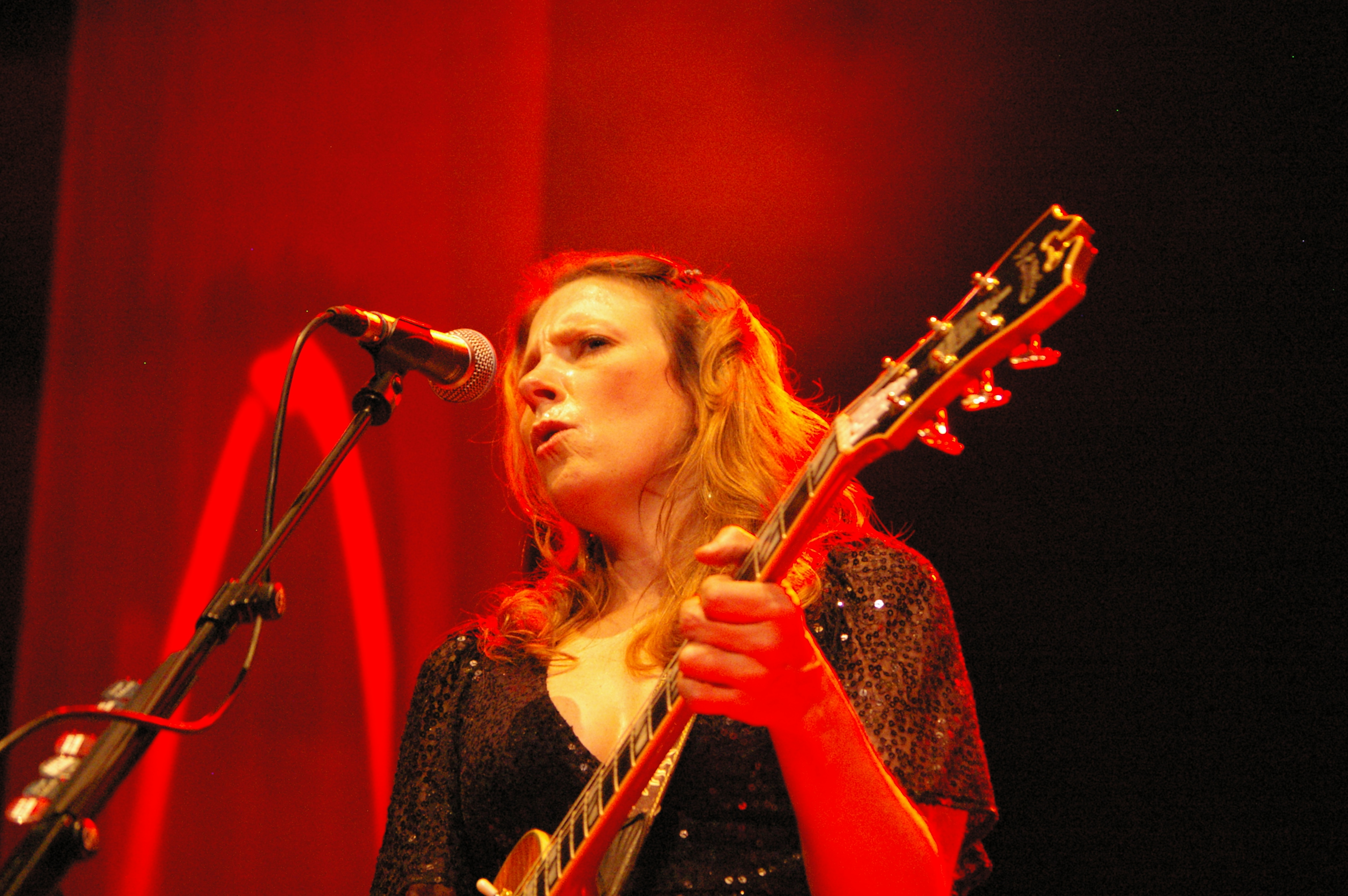
Konzerthaus Wien, 17. Juli 2009

2009 spielte Susan Tedeschi auf der Europatournee von B. B. King im Vorprogramm.
2010 beschlossen Trucks und Tedeschi, eine gemeinsame Band zu gründen. Nach einer erfolgreichen Tournee und Auftritten u. a. bei Eric Claptons Crossroads Guitar Festival in den Jahren 2007 und 2010 wurde 2011 das Album Revelator der Tedeschi Trucks Band veröffentlicht. Den Aufnahmen gingen intensive Songwriting-Sessions auf dem gemeinsamen Anwesen der beiden Musiker in Jacksonville, Florida voraus. Gäste waren unter anderem John Leventhal (Johnny Cash, Paul Simon), Jeff Trout (Counting Crows), Ryan Harris (John Mayer) und Gary Louris (The Jayhawks). Tedeschi beschreibt die Arbeit als „ein echtes Songwriting Camp“.
Im August 2013 erschien mit Made Up Mind das dritte Album der Band, die 2014 zwei Blues Music Awards erhielt – den einen als beste Band und den anderen für Made Up Mind als bestes Rock-Blues-Album. Susan Tedeschi erhielt außerdem die Auszeichnung als beste Bluessängerin.
Bei den Blues Music Awards 2017 erhielt Susan Tedeschi nochmals den Preis als beste zeitgenössische Bluesmusikerin. Außerdem wurden die Tedeschi Trucks Band als beste Blues Band und Let Me Get By als bestes Rock-Blues-Album ausgezeichnet.

## Diskografie

### Alben
- Better Days (1995)
- Just Won’t Burn (1998)
- Wait for Me (2002)
- Live from Austin TX (2004)
- Hope and Desire (2005)
- Best of Susan Tedeschi: Episode One (2005)
- Episode 2  (2007)
- Back to the River (2008)

### Gastauftritte
- Welcome to Little Milton – Little Milton (1999)
- Been a Long Time – Double Trouble (2001)
- Hellhound on My Trail: Songs of Robert Johnson (2001)
- Joyful Noise – The Derek Trucks Band (2002)
- Instant Live: Alltel Pavilion at Walnut Creek – The Allman Brothers Band (2004)
- Ladies Man – Pinetop Perkins (2004)
- Truth – Robben Ford (2007)
- Skin Deep – Buddy Guy (2008)
- Already Free – The Derek Trucks Band (2009)
- Crossroads – Eric Clapton Guitar Festival (2010)
- The Imagine Project – Herbie Hancock (2010)
- Greatest Hits: Live at Montreux – Santana (2011), DVD
- Roots – Johnny Winter (2011)
- Live at Royal Albert Hall 2011 – B. B. King (2012)

### Videoalben
- Live from Austin TX (2004)